# ATLAS-I

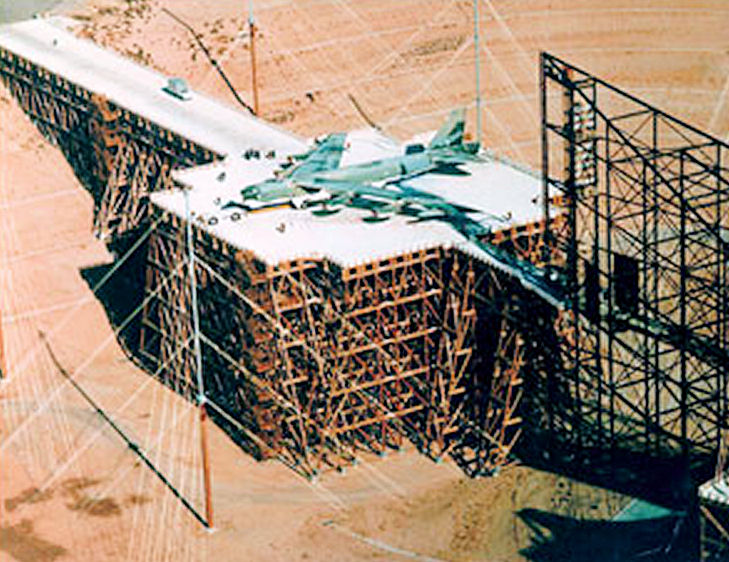
Eine B-52 auf der Konstruktion

ATLAS-I war eine Anlage zur Durchführung von EMP-Tests an Flugzeugen. Sie ist bis heute die bezogen auf das umspannte Volumen größte metallfreie Holzkonstruktion der Welt. Der ca. 180 m lange, 65 m breite und bis zu 40 m hohe ATLAS-1 wurde zwischen 1972 und 1980 in der Nähe von Albuquerque in New Mexico gebaut. Der elektromagnetische Impuls für die Tests wurde mit Hilfe eines Marx-Generators mit einer Momentanleistung von 200 GW erzeugt. Um die elektromagnetische Welle möglichst wenig zu beeinflussen, wurde die gesamte Konstruktion metallfrei aus Holz ausgeführt.
Die praktische Nutzung von ATLAS-I wurde 1991 beendet, da Computersimulationen sie überflüssig machten, und ihre Wartung eingestellt. Dennoch ist sie aufgrund des trocken-heißen Klimas in der Region mit Stand 2023 erhalten.